# Sojuz TMA-13
Sojuz TMA-13 je let ruské kosmické lodi řady Sojuz k Mezinárodní vesmírné stanici (ISS), kam dopravil novou posádku (Expedice 18). Sojuz TMA-13 zůstal u ISS jako záchranná loď.

## Posádka

### Členové posádky ISS Expedice 18
- Jurij Lončakov (3), velitel, Roskosmos
- Michael Fincke (2), palubní inženýr, NASA

### Pouze start - vesmírný turista
- Richard Garriott (1), vesmírný turista[2] (přistál na palubě lodi Sojuz TMA-12)

### Pouze přistání - vesmírný turista
- Charles Simonyi (2), vesmírný turista[3] (přiletěl na palubě lodi Sojuz TMA-14)

V závorkách je uveden dosavadní počet letů do vesmíru včetně této mise.

### Záložní posádka
- Gennadij Padalka, velitel, Roskosmos
- Michael Barratt, letový inženýr, NASA
- Nik Halik, vesmírný turista[4]

## Průběh mise

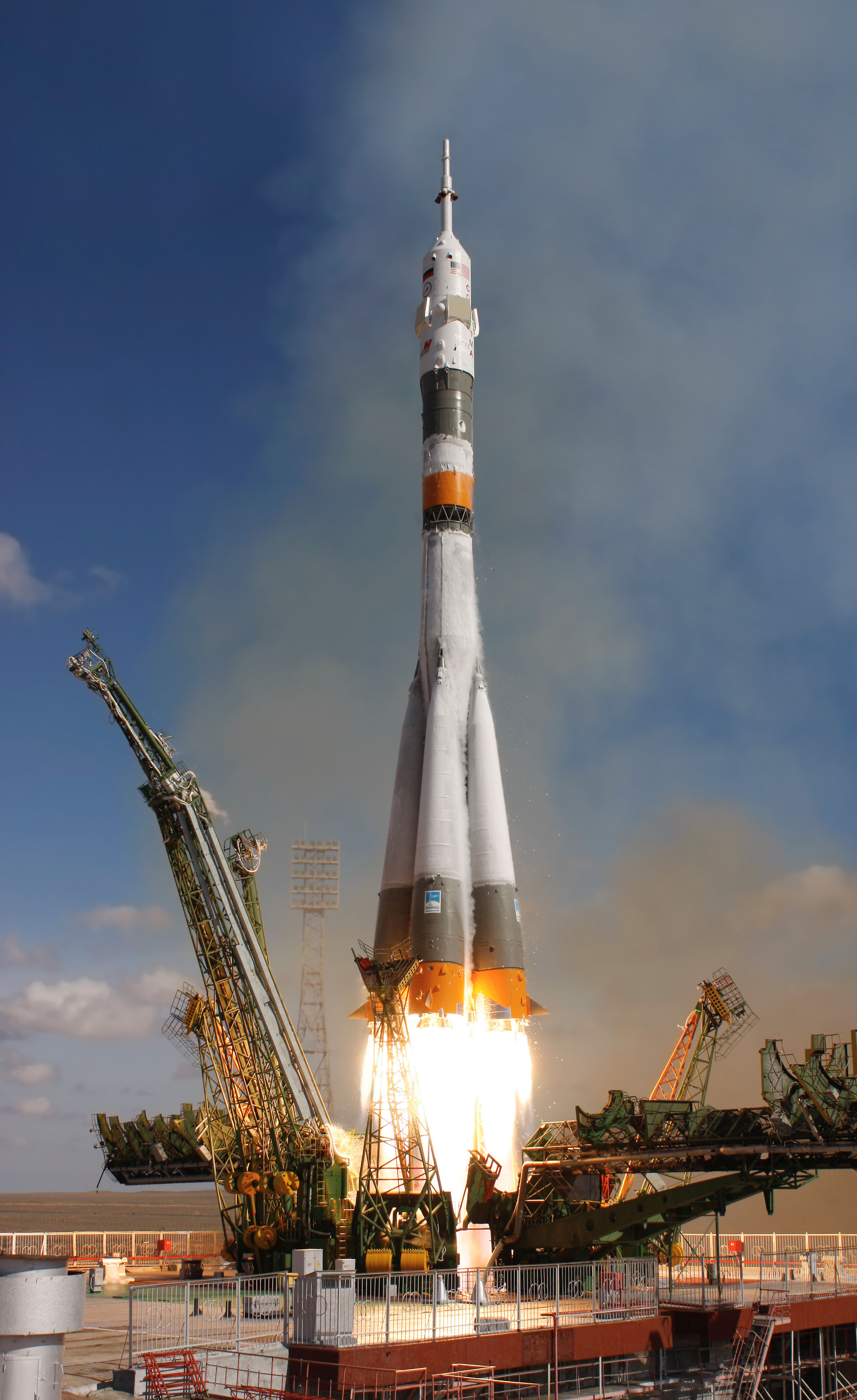
Raketa Sojuz TMA-13 vynáší k Mezinárodní vesmírné stanici (ISS) Expedici 18

Z kosmodromu Bajkonur v Kazachstánu odstartovala 12. října 2008 v 7:01 UTC nosná raketa Sojuz-FG s kosmickou lodí Sojuz TMA-13. Na palubě se do vesmíru vypravili dva členové stálé posádky Mezinárodní vesmírné stanice Expedice 18 Jurij Valentinovič Lončakov a Edward Michael Fincke. Spolu s nimi se letu zúčastnil vesmírný turista americký podnikatel Richard Garriott, syn bývalého astronauta Owena Kaye Garriotta, který do vesmíru letěl v roce 1973 na palubě kosmické lodi Skylab 3 a v roce 1983 na palubě raketoplánu Columbia při misi STS-9. Richard Garriott pobyl na ISS týden a pak se vrátil s končící posádkou Expedice 17 v Sojuzu TMA-12.